# Morpho flavolimbata
Morpho flavolimbata är en fjärilsart som beskrevs av Friedrich Wilhelm Niepelt 1934. Morpho flavolimbata ingår i släktet Morpho och familjen praktfjärilar. Inga underarter finns listade i Catalogue of Life.